# 杉浦清
杉浦 清（すぎうら きよし、1914年7月20日 - 1987年8月22日）は、愛知県岡崎市出身のプロ野球選手・監督、野球解説者、旧制中等学校野球指導者。

## 来歴
岡崎梅園小学校時代は野球の経験は無かった。中京商業学校の第1期黄金時代の遊撃手で、1931年 - 1933年までの全国中等学校優勝野球大会3連覇に貢献した。この時のメンバーには野口明・鬼頭数雄ら後にプロ野球でプレーする選手がいた。明治大学に入学し、本科（当時は予科と本科に分かれていた）に進んでからは母校初の4連覇（1937年春季 - 1938年秋季）に貢献した。リーグ通算で85試合に出場し、打率.236（305打数72安打）・0本塁打・37打点の成績を残した。
また、明大OBで海草中学校（旧制）監督・長谷川信義が応召した後任として、当時の明大野球部監督である谷澤梅雄の推薦により、1938年7月、4年生エース・嶋清一を擁する同校の臨時監督となった。嶋は既に明大投手陣の一角を担った清水秀雄を超える力量を持っていたという。同年の夏の甲子園では、重圧に弱いとされた嶋の投球の乱れのため初戦で敗退した。大会後、在学中であった杉浦は東京に戻る。明大が4連覇を果たした秋季リーグ戦が終了した年末にも1週間海草中学の合宿を指導した。
翌1939年に大学を卒業後、大学院に進学。この頃、明治大学の先輩である松木謙治郎（大阪タイガース初代主将）が杉浦をプロに誘いに行ったところ、杉浦が高等文官試験受験のために鉢巻きをして勉強しているのを見て、あきらめて退散したという。同年6月に海草中学監督に復帰。夏の甲子園では、嶋の全試合完封、準決勝や決勝での連続ノーヒットノーランの偉業や、三塁手・5番で出場した真田重蔵の活躍で優勝を飾った。上記の通り高等文官試験を目指して受験勉強中で、指導教官からは野球のコーチに行くことを止められたが「男には義理があります」と和歌山に赴いた。杉浦はのちに「私が個人的にコーチしなければならない中等学校は、母校中京商をはじめ他にもたくさんあったのだが、結局また海草中学を引き受けたというのもただこれだけの理由。『嶋は立派な投手である』というのを全国に証明したいからだったのである」と記している。
杉浦は嶋の剛腕に魅せられたことで、指導者として野球の道を歩むことになった。なお、海草中学への指導はこの夏の大会限りで、その後は軍務から戻った長谷川が監督に復帰している。大学院在学中の1941年、応召した谷澤の後任として明大野球部の監督となり、嶋と再会している。しかし、秋のリーグ戦が終わると杉浦自身も応召することとなった。
ラバウルで終戦を迎えた後、1946年に中部日本に入団したが、既に32歳であった。入団してまもなく正遊撃手となり、7月からは選手兼任監督も引き受けたが、就任時に「本社（＝運営母体の中部日本新聞社）からきた監督」と宣言した事から、当時名古屋軍時代からの赤嶺昌志球団代表の影響下にあった選手達の反発を買った。さらに本社が赤嶺を解任して中村三五郎を新代表にした際、赤嶺が主な選手を引き連れて退団（「赤嶺旋風」のきっかけとなる）するなどチームが弱体化し、苦戦を余儀なくされた。
1948年8月17日に横浜公園球場で日本初のナイトゲーム・対巨人戦が行われ、3対2で勝利し、勝利監督となった。しかし日本初のナイトゲームであったため、照明が今より暗く、練習用の球が試合中に転がっていたり、内野手が走者と交錯したり、川上哲治の二塁打が本塁打とジャッジ（もちろん訂正された）されたりと、アクシデントが多発した。また、先発を務めた星田次郎の投じた球が、薄暗さが元で青田昇の顔付近への死球となり青田は退場、これが元で巨人の打者が逃げ腰になり、勝利のきっかけになったとされる。試合後、「昼間のゲームより何倍も疲れた」とコメントした。
1949年に大学の大先輩で当時技術顧問の天知俊一が監督に就任し、選手一本で再出発。天知を手助けし、チームの再建に力を尽くした。1951年に大洋ホエールズ、1952年に国鉄スワローズに移籍しても主軸として活躍し、1952年には25本塁打を放つ。若手の切り替え時期だった（国鉄は球団創設当初は40代のノンプロ選手をレギュラーに据えていたが、この年から若手に切り替えていった）ため、翌1953年限りで現役を引退した。
現役時代、自身の背番号にちなんだ屋号を付けた喫茶店を経営していた。最初は「三十番」であったが、1949年に天知監督と交換し55番に変更したため、5が二つ並んだ事から「ツーファイブ」に変更した。その後、現役・監督時代を通して55番をつけ続けた。
引退後は地元の名古屋に戻り中部日本放送（CBC）の野球解説者となったが、1962年オフに濃人渉監督がその年に好成績を残しながら「東京六大学野球出身ではない」との理由に加え、ノンプロ指導者時代からの子飼いの選手を優遇した一方、生え抜き選手を大量放出したことへの球団内外からの批判も受けて解任した本社の意向により、1963年から再び中日監督に就任し、10年ぶりの現場復帰。「やっぱりドラゴンズはやっぱり地元だ、名古屋だ」と郷土愛を出した。就任1年目こそ読売ジャイアンツと優勝争いを演じるが（2.5ゲーム差の2位）、2年目の1964年には開幕ダッシュに失敗した事を機に主力選手が反旗を翻し、最下位に低迷する。その後休養ののち辞任。チームは2リーグ分裂後初の最下位に沈んだ。権藤博は「私が現役時代に聞いた監督の話でこの人は抜群にうまいと思ったのが杉浦清監督だ。明大の大学院にまで進み、高文試験、今で言う国家公務員のキャリア組の試験を受けようとしたくらいの人だから、頭がいい方だと」と述べている。
1965年から死去するまでは、CBC野球解説者の傍らOB会の会長を務めた。1987年8月22日、死去。満73歳没。

## 記録面での話題
プロ入り前は中京商業学校を史上初の夏連覇に導き、明治大学では初の4期連続優勝に導いている。プロ入り以降も、「戦後初の大型遊撃手」、「中部日本唯一の監督」（監督を引き受けたときは単に中部日本、1947年にチームがニックネームをドラゴンズとつけていた。チームは翌年中日に改称した）、「中日第1号監督」、「日本プロ野球初のナイトゲーム勝利チーム監督」、「中日がブルーの帽子・アンダーシャツをユニフォームに採用した初年度（1963年）の監督」など、「初」がついたものが多かった。
選手としても1948年に当時のシーズン最多補殺記録をつくっており（遊撃手として502補殺）、シーズン補殺数500越えは日本プロ野球史上初であった。遊撃手としての502補殺は2018年に源田壮亮が更新するまで70年の間プロ野球記録だった。

## 詳細情報

### 年度別打撃成績
| 年 度     | 球 団         | 試 合 | 打 席 | 打 数 | 得 点 | 安 打 | 二 塁 打 | 三 塁 打 | 本 塁 打 | 塁 打 | 打 点 | 盗 塁 | 盗 塁 死 | 犠 打 | 犠 飛 | 四 球 | 敬 遠 | 死 球 | 三 振 | 併 殺 打 | 打 率 | 出 塁 率 | 長 打 率 | O P S |
| --------- | ------------- | ----- | ----- | ----- | ----- | ----- | -------- | -------- | -------- | ----- | ----- | ----- | -------- | ----- | ----- | ----- | ----- | ----- | ----- | -------- | ----- | -------- | -------- | ----- |
| 1946      | 中部日本 中日 | 65    | 286   | 262   | 43    | 74    | 13       | 6        | 7        | 120   | 46    | 13    | 3        | 3     | --    | 20    | --    | 1     | 16    | --       | .282  | .336     | .458     | .794  |
| 1947      | 中部日本 中日 | 112   | 458   | 408   | 35    | 100   | 16       | 4        | 5        | 139   | 48    | 18    | 3        | 5     | --    | 44    | --    | 1     | 29    | --       | .245  | .320     | .341     | .661  |
| 1948      | 中部日本 中日 | 137   | 572   | 510   | 61    | 117   | 26       | 1        | 12       | 181   | 54    | 7     | 11       | 4     | --    | 58    | --    | 0     | 39    | --       | .229  | .308     | .355     | .663  |
| 1949      | 中部日本 中日 | 133   | 568   | 523   | 68    | 139   | 34       | 3        | 23       | 248   | 77    | 13    | 6        | 0     | --    | 42    | --    | 3     | 41    | --       | .266  | .324     | .474     | .798  |
| 1950      | 中部日本 中日 | 128   | 534   | 463   | 83    | 137   | 28       | 4        | 26       | 251   | 96    | 13    | 6        | 1     | --    | 69    | --    | 0     | 55    | 14       | .296  | .387     | .542     | .929  |
| 1951      | 大洋          | 103   | 428   | 367   | 65    | 92    | 15       | 0        | 17       | 158   | 60    | 3     | 1        | 0     | --    | 61    | --    | 0     | 44    | 10       | .251  | .357     | .431     | .788  |
| 1952      | 国鉄          | 118   | 478   | 443   | 61    | 108   | 13       | 0        | 25       | 196   | 63    | 8     | 3        | 0     | --    | 34    | --    | 1     | 62    | 13       | .244  | .299     | .442     | .742  |
| 1953      | 国鉄          | 103   | 377   | 340   | 34    | 79    | 7        | 1        | 10       | 118   | 49    | 3     | 1        | 1     | --    | 28    | --    | 8     | 54    | 14       | .232  | .306     | .347     | .653  |
| 通算：8年 | 通算：8年     | 899   | 3701  | 3316  | 450   | 846   | 152      | 19       | 125      | 1411  | 493   | 78    | 34       | 14    | --    | 356   | --    | 14    | 340   | 51       | .255  | .330     | .426     | .755  |

- 中部日本（中部日本ドラゴンズ）は、1948年に中日（中日ドラゴンズ）に球団名を変更

### 通算監督成績
524試合 249勝264敗11引分 勝率.485

### 表彰
- ベストナイン：1回 （遊撃手部門：1947年）

### 背番号
- 30 （1946年 - 1949年途中）
- 55 （1949年途中 - 1953年、1963年 - 1964年）

## 関連情報

### 解説者として出演した番組
- CBCラジオナイター
- 侍プロ野球 - 生前出演していたTBS系プロ野球中継の現行統一タイトル。